# In the Night
In the Night és una pel·lícula muda de l'Éclair American dirigida protagonitzada per Alec B. Francis i Barbara Tennant. La pel·lícula es va estrenar el 6 de juliol de 1913 com a mitja bobina, conjuntament amb el documental “La synthèse du diamant”.

## Argument
Una nit, un home descobreix un desconegut que entra d’amagat a casa seva per la porta del darrere en companyia de la seva dona. Els segueix i troba el desconegut llegint unes cartes, que suposa que seran cartes d'amor. Es disposa a matar-los amb el seu revòlver quan la dona veu que l’apunta al cor amb el revòlver i crida. La dona té una explicació per a tot plegat: no és que ella no li hagi estat fidel, sinó que en aquell moment havia estat parlant amb un home a qui havia manllevat diners per ajudar-lo a ell durant la seva recent malaltia. Ella havia pres secretament els diners en préstec i en no haver pogut pagar-los de seguida, el desconegut havia vingut per saber quan podria cobrar el deute.

## Repartiment
- Alec B. Francis (el desconegut)
- Barbara Tennant (l’esposa)